# جان گلبراند
جان گلبراند (انگلیسی: John Gellibrand; ۵ دسامبر ۱۸۷۲ – ۳ ژوئن ۱۹۴۵) سیاست‌مدار اهل استرالیا بود. وی برندهٔ جوایزی همچون نشان حمام و نشان خدمات برجسته (ارتش آمریکا) شده‌است.